# Marie Mahrová
| (3492) Petra-Pepi | 16. Februar 1985   |
| (3899) Wichterle  | 17. September 1982 |
| (4112) Hrabal     | 25. September 1981 |
| (4567) Bečvář     | 17. September 1982 |

Marie Mahrová (* 1947) ist eine tschechische Astronomin und Asteroidenentdeckerin.
Im Rahmen ihrer Beobachtungen entdeckte sie am Kleť-Observatorium (IAU-Code 046) nahe der Stadt Český Krumlov in Böhmen zwischen 1981 und 1985 insgesamt 4 Asteroiden, darunter 1981 den Hauptgürtelasteroid (4112) Hrabal, der nach dem Schriftsteller Bohumil Hrabal benannt wurde.